# Малаккський планетарій
Малаккський планетарій (малай. Planetarium Melaka, англ. Melaka Planetarium), офіційно відомий як Melaka Planetarium Adventure Science Center Мелаки, — колишній планетарій, який знаходився у діловому районі Міжнародного торгового центру Малакки в містечку Аєр-Керох, у малайзійському штаті Малакка. Планетарій працював з 2009 року, однак після пожежі й обвалу частини стіни був визнаний небезпечним та опечатаний в 2019 році. 

## Історія

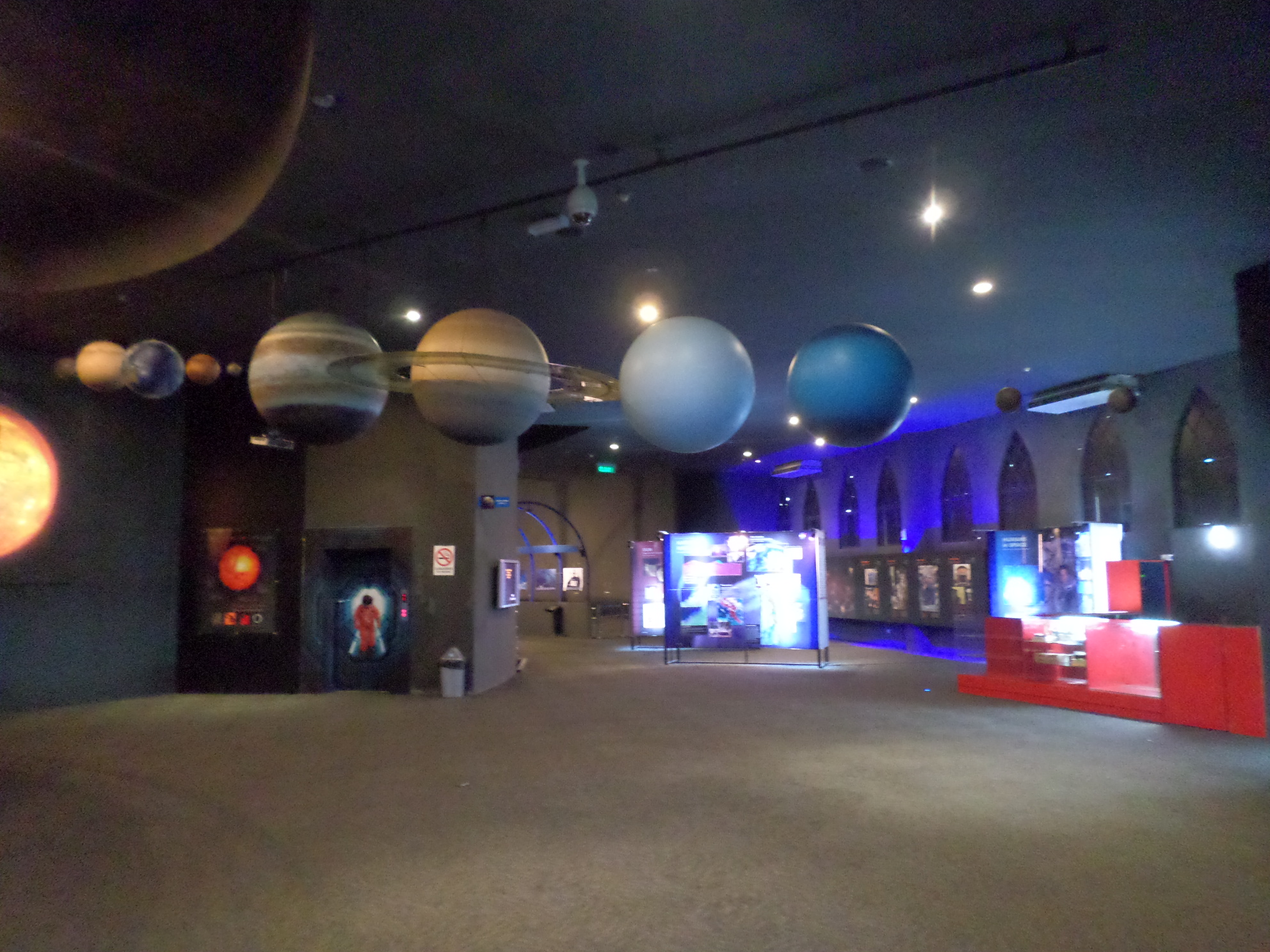
Виставковий зал Малакського планетарію

### Відкриття планетарію
Відкриття планетарію відбулося під керівництвом головного міністра штату Малакка Мохда Алі Рустама 10 серпня 2009 року. Планетарій Малакки став другим планетарієм у штаті після Астрономічного комплексу Аль-Хорезмі в містечку Масджид-Танах.

### Закриття планетарію
У 2018 році сталися дві надзвичайні події. У травні загорілася тимчасова прибудова споруди, а в листопаді обвалилася частина стіни планетарію. У 2019 році планетарій визнали небезпечним та опечатали. Мухаммад Джайлані Хаміс, представник влади штату Малакка, оголосив, що уряд штату відремонтує будівлю спільно з Galaxy World development. Однак ремонт так і не відбувся.

## Архітектура й експозиція
Архітектура планетарію має ісламські мотиви та відсилає своїм виглядом до приземлення НЛО. Вартість будівництва склала 20 мільйонів малайзійських рингітів. Планетарій займає площу 0,7 га, має 3 поверхи. Він поділений на чотири секції, присвячені це астрономії, космічному простору, симуляціям та фізиці.